# Querquetula
Querquetula va ser una antiga ciutat de Latium esmentada només per Plini el Vell entre les ciutats i pobles ja extints al seu temps. Dionís d'Halicarnàs diu que era una de les trenta ciutats que formaven la Lliga Llatina. Cap dels dos autors parla de la seva posició, i no torna a ser esmentada en cap altre lloc. Segurament ja no existia en un període més tardà.
Podria correspon a la moderna Corcollo, a uns 3 km al nord-est de Gabii i a poca distància de la Vil·la Adriana, però només és una suposició.